# .co
.co je vrhovna internetska domena (country code top-level domain - ccTLD) za Kolumbiju. Domenom upravlja Universidad de los Andes.

## Vanjske poveznice
- IANA .co whois informacija  Arhivirana inačica izvorne stranice od 29. kolovoza 2008. (Wayback Machine)